# Annie Verdoold
Annie Verdoold (Leeuwarden, 1950) is een Nederlands actievoerster en schrijfster.

## Biografie
Verdoold werd bekend met haar acties in de Rotterdamse wijk Spangen waar ze strijdt tegen het zogenoemde drugstoerisme en alle problemen die daarmee gepaard gaan.  
Toen omstreeks 1993 de problemen in Spangen steeds groter werden, wierp Verdoold zich op als woordvoerster van de verontruste bewoners. Na de sluiting van Perron Nul in 1994 bereikte de situatie een absoluut dieptepunt. De wijk was vergeven van verslaafden en de daarmee gepaard gaande overlast was groot. Dagelijks kwamen er tientallen runners uit voornamelijk Frankrijk om een voorraad drugs in te slaan, met als doel deze in eigen land door te verkopen. Toen de bewoners het recht in eigen hand namen en auto's met Franse kentekens gingen molesteren, kreeg Verdoold landelijke bekendheid als spreekbuis van de getergde bewoners. Ze werd zelfs geïnterviewd door de Amerikaanse nieuwszender CNN. Anderhalf jaar lang blokkeerden de bewoners uit protest wekelijks de toegangsweg tot Spangen. 
Verdoold oogstte waardering voor de manier waarop zij de jongere bewoners in het gareel wist te houden, terwijl ze tegelijkertijd op indringende wijze aandacht vroeg voor de problemen in de wijk. In 1996 werd ze gekozen tot 'Rotterdammer van het jaar'. Een jaar later werd ze uitgeroepen tot 'Rooie Reus', een prijs ingesteld door de Socialistische Partij. Mede door de inspanningen van Verdoold ging het na 1995 beter met Spangen. In 2000 ontving ze de Prijs der gemeenten van de Vereniging van Nederlandse Gemeenten (VNG). 
Verdoold schreef haar levensverhaal op in het boek 'Mijn leven', met als ondertitel 'Laat nooit je verleden je geluk bepalen'. Uit het boek blijkt dat Verdoold een bewogen leven achter de rug heeft. Geboren in Friesland, bracht ze haar jeugd door in kindertehuizen en pleeggezinnen. Enige tijd verkeerde ze in de prostitutie, net als haar moeder, die haar als kind verstoten had. 
Het opinieweekblad Elsevier plaatste haar in 1998 op een lijst van vijftig vrouwen die in de 20e eeuw een bijzondere rol hebben gespeeld.
Verdoold was aan het begin van de 21e eeuw een aantal jaren deelneemster aan het bekende VARA-televisiediscussieprogramma Het Lagerhuis.
In augustus 2020 nam minister Carola Schouten in de VPRO-serie Zomergasten een voorbeeld aan de aanpak en inzet van Verdoold voor haar wijk.

## Onderscheidingen
- Rotterdammer van het jaar, 1996
- Rooie Reus, 1997
- Prijs der gemeenten, 2000

- International Standard Name Identifier: 0000 0003 9025 3695
- Nederlandse Thesaurus van Auteursnamen: 200435094
- Virtual International Authority File: 283803463
- WorldCat: E39PBJtcD7MmxywxYYmwqRTrbd